# Râul Nemeși
Râul Nemeși este un curs de apă, afluent al râului Valea Uliului.

## Hărți
- Harta Munții Apuseni
- Harta județului Bihor